# Población de Arroyo
Población de Arroyo is een gemeente in de Spaanse provincie Palencia in de regio Castilië en León met een oppervlakte van 22,87 km². Población de Arroyo telt 61 inwoners (1 januari 2016).

## Demografische ontwikkeling
Bron: INE, 1857-2011: volkstellingen
Opm.: In 1857 werd de gemeente Arroyo aangehecht